# OpenCola
OpenCola — торговая марка колы, производящая одноимённый прохладительный напиток, уникальный тем, что рецепт приготовления находится в свободном доступе. Любой может приготовить этот напиток самостоятельно, а также изменять и улучшать его рецепт, так как он распространяется под лицензией GNU General Public License.

## История
Напиток был применён одноимённой канадской компанией, созданной в 1999 году и занимавшейся разработкой приложений для пиринговых сетей, в качестве рекламного хода. В течение нескольких лет на компьютерных выставках посетителям предлагались жестяные банки с напитком, напоминающим по своему вкусу известный напиток Coca Cola, на которых был указан его состав и размещено приглашение посетить сайт компании, на котором можно было найти полную рецептуру и инструкции по изготовлению напитка. Рецептура распространялась по лицензии GNU GPL, что позволяло любому желающему изготавливать OpenCola и любые его модификации в домашних условиях.
Сама же компания стала известна общественности, в первую очередь, как изготовитель напитка, и за всё время её существования было реализовано около 150 000 банок с напитком OpenCola. В 2003 году она была поглощена компанией Open Text Corporation. Производство и поддержка напитка были прекращены. Однако напиток остаётся популярен как символ принципов open source.